# Palinologia

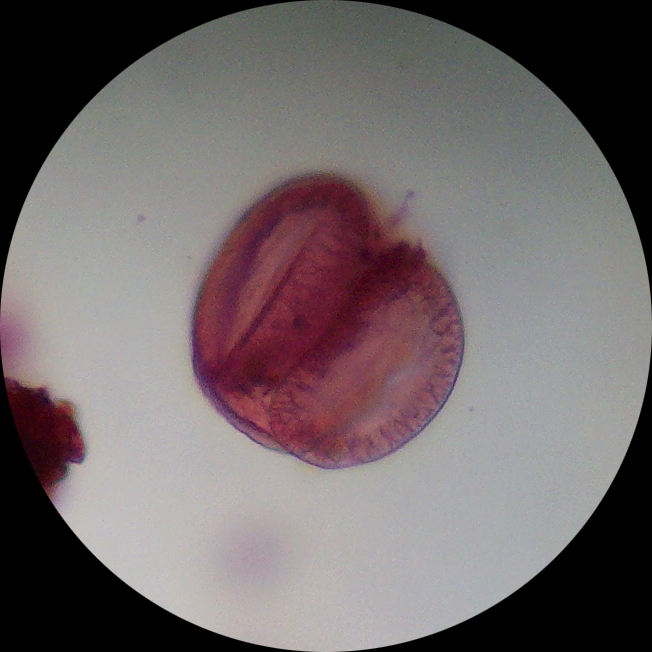
Gra de pol·len vist pel microscopi

La palinologia és una disciplina de la botànica, en concret de la paleobotànica, dedicada a l'estudi del pol·len i espores fòssils. Aquesta se centra fonamentalment en l'anàlisi de la seua morfologia externa, la qual presenta patrons estructurals diferents de les variacions en l'exina, que és la paret externa dels grans de pol·len. L'estudi i anàlisi microscòpica de la seua simetria, obertures a les parets, contorn, forma, mida, etc., té un valor taxonòmic i permet distingir tàxons diferents en diferents nivells (família, gèneres, espècies). És en l'estudi paleontològic on assoleix la seua màxima versatilitat, car el pol·len té una gran resistència a la putrefacció per les característiques químiques de l'exina. Aquest àrea d'investigació s'anomena paleopalinologia.
La paleopalinologia es basa en la capacitat del pol·len i espores (també anomenats palinomorfs) per a ser fossilitzats. Els palinomorfs poden ser transportats pel vent, o mitjançant altres vectors com els animals, i dipositats sobre diferents materials. Aquests microfòssils sedimentats al llarg del temps experimenten processos de fossilització de la seua exina, de manera que es pot extraure, datar i identificar el pol·len d'un determinat material i deduir així com era la vegetació del passat.
Aquest fet té importància biològica en si mateix, ja que de tot plegat es poden deduir un munt de paràmetres com l'evolució vegetal, extincions d'espècies vegetals i tots aquells aspectes relacionats amb la biogeografia històrica de les plantes (geobotànica o fitogeografia). A més a més, es poden inferir altres característiques del paisatge que en conjunció amb altres disciplines (arquezoologia, paleoantropologia, paleobotànica) permeten la reconstrucció d'ambients fòssils en diferents plans.
De fet, la paleoclimatologia empra sovint la paleopalinologia com a eina. Aquest ús es deu al fet que les espècies vegetals mantenen òptims ambientals sota diferents circumstàncies climàtiques. Una simplificació del mecanisme inductiu que s'emprava per a la reconstrucció climàtica és el següent: si una espècie que avui és típica d'ambients freds i humits estava dipositada en materials d'una determinada època del passat, podem inferir que el clima d'aquell període era fred i humit. És clar que el procés d'interpretació de l'ecologia d'ambients passats no és pas tan simple i s'hi han de considerar nombrosos aspectes com la interacció entre les diferents espècies dins d'una comunitat vegetal, l'amplitud ecològica dels tàxons, etc.
Una de les fonts de pol·len fòssil més freqüents, especialment en latituds mitjanes del planeta, són les torberes, ambients lacustres o aiguamolls. La conservació del pol·len ha de mantindre condicions d'anòxia de manera constant, de manera que la preservació òptima del pol·len es dona en ambients poc exposats a l'erosió i oxigenació. Per això, les torberes i altres espais humits es mostren especialment útils en aquest aspecte. D'altra banda, en aquesta mena de conques de dipòsit, el material sedimentat ho fa d'una manera seqüencial perquè així es puguin extraure sondejos coherents en el temps, en els quals la base sigui més antiga que la zona superior. Si es realitzen anàlisis pol·líniques de mostres conseqüents en un sondeig d'aquestes característiques i, a més a més, es realitzen datacions absolutes, es poden obtindre corbes de canvi vegetal al llarg d'un període concret i, per tant, seqüències de canvi climàtic al llarg d'aquest període.
La paleopalinologia s'ha convertit en una disciplina que serveix de gran suport a altres àrees d'estudi paleontològiques per a la deducció de resultats paleoambientals.

## Palinòlegs famosos
- Olof Selling.
- Liudmila Kupriànova